# Tartarogryllus tartarus
Tartarogryllus tartarus är en insektsart som först beskrevs av Henri Saussure 1874.  Tartarogryllus tartarus ingår i släktet Tartarogryllus och familjen syrsor.

## Underarter
Arten delas in i följande underarter:
- T. t. tartarus
- T. t. obscurior
- T. t. obscurus